# La Loma (Jaén)
La Loma ist eine Comarca in der spanischen Provinz Jaén. Sie wurde, wie alle Comarcas in der Autonomen Gemeinschaft Andalusien, mit Wirkung zum 28. März 2003 eingerichtet.
Sie umfasst 10 Gemeinden mit einer Fläche von 1.045,80 km².

## Lage
| Sierra Morena                 | El Condado                                  | Las Villas        |
|                               | Kompassrose, die auf Nachbargemeinden zeigt |                   |
| Comarca Metropolitana de Jaén | Sierra Mágina                               | Sierra de Cazorla |

## Gemeinden
| Gemeinde         | Einwohner (2024) | Fläche km² | Dichte Einw./km² | Cod INE | Postleitzahl |
| ---------------- | ---------------- | ---------- | ---------------- | ------- | ------------ |
| Baeza            | 15.677           | 192,78     | 81               | 23009   | 23440        |
| Begíjar          | 2.947            | 42,79      | 69               | 23014   | 23711        |
| Canena           | 1.761            | 14,32      | 123              | 23020   | 23420        |
| Ibros            | 2.764            | 55,74      | 50               | 23046   | 23450        |
| Lupión           | 806              | 24,33      | 33               | 23057   | 23528        |
| Rus              | 3.407            | 47,30      | 72               | 23074   | 23430        |
| Sabiote          | 3.780            | 112,19     | 34               | 23075   | 23410        |
| Torreblascopedro | 2.402            | 61,43      | 39               | 23085   | 23510        |
| Torreperogil     | 7.113            | 90,94      | 78               | 23088   | 23320        |
| Úbeda            | 33.674           | 403,98     | 83               | 23092   | 23400        |
| Comarca La Loma  | 74.331           | 1.045,80   | 71               | –       | –            |

## Nachweise
1. ↑  Instituto Nacional de Estadística Municipal Register of Spain
2. ↑  Orden de 14 de marzo de 2003, por la que se aprueba el mapa de comarcas de Andalucía a efectos de la planificación de la oferta turística y deportiva, Boletín Oficial de la Junta de Andalucía (Amtsblatt der Regierung von Andalusien), Nr. 59 vom 27. März 2003, S. 6248